# Gustave Thibon

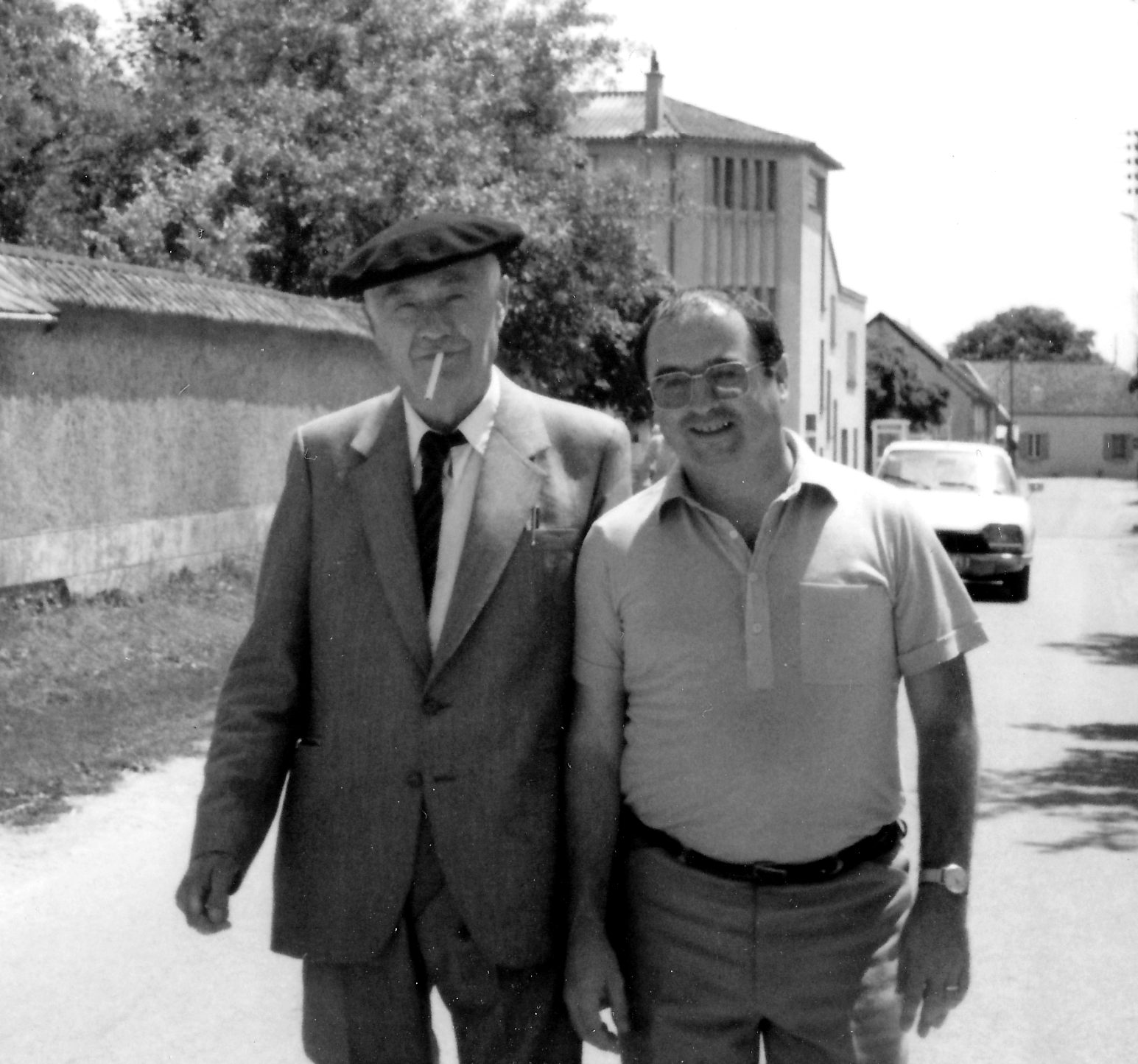
Gustave Thibon (w berecie) z Bernardem Antonym (1982 r.)

Gustave Thibon (ur. 2 września 1903 w Saint-Marcel-d’Ardèche w Prowansji, zm. 19 stycznia 2001 r. w Saint-Marcel d’Ardeche) – francuski filozof i mistyk pochodzenia chłopskiego, pisarz i poeta religijny, monarchista i tradycjonalista katolicki.

## Życiorys
W wieku 11 lat zakończył edukację szkolną, aby pomóc rodzicom w pracy w gospodarstwie rolnym. Brał udział w I wojnie światowej. W okresie międzywojennym odwiedził Wielką Brytanię i Włochy. Uczestniczył w początkowym okresie II wojny światowej; walczył m.in. w Afryce Północnej. W trakcie wojny powrócił do rodzinnej wsi, gdzie mieszkał aż do śmierci. Był samoukiem. Nauczył się greki i łaciny, a także języka niemieckiego i włoskiego. Przeczytał wiele książek dotyczących literatury i filozofii. Stworzył własną teorię filozofii katolickiej, co zostało uznane za „cudowny fenomen”. Silnym elementem w tej teorii była więź człowieka z naturą stworzoną przez Boga. Uznawał się za następcę filozofa Jacques’a Maritaina. Opowiadał się za ideami monarchistycznymi, głoszonymi przez Charles’a Maurras’a. Sprzeciwiał się natomiast tradycji renesansu i rewolucji francuskiej, gdyż odrywały one człowieka od Boga. Opublikował kilkanaście książek filozoficzno-religijnych, m.in. Diagnostics. Essai de physiologie sociale, zawierającą zasady mistycyzmu. Opracował i wydał utwory Simone Weil, którą przez pewien czas w czasie wojny ukrywał w swoim gospodarstwie rolnym. Był zwolennikiem arcybiskupa Marcela Lefebvre’a i wyznawanego przez niego tradycjonalizmu katolickiego. W 2000 r. otrzymał od Akademii Francuskiej nagrodę Grand prix z filozofii.

## Twórczość
- Le Voile et le masque, 1941
- Destin de l’Homme, 1941
- Diagnostics. Essai de physiologie sociale, 1942
- L’Échelle de Jacob, 1942
- Retour au réel, 1943
- Ce que Dieu a uni, 1945
- Le Pain de chaque jour, 1946
- Nietzsche ou le déclin de l’esprit, 1948
- La Crise moderne de l’amour, 1953
- Vous serez comme des dieux, 1959
- Notre regard qui manque à la lumière, 1970
- L’Ignorance étoilée, 1974
- L'Équilibre et l’harmonie, 1976
- Au soir de ma vie, mémoires, 1993
- L’Illusion féconde, 1995, wyd. polskie, Płodne złudzenie, 1998